# ألميخيخار
بلدية المَحَاشر أو المَجاشر أو (نقحرة: ألميخيخار) (بالإسبانية: Almegíjar) هي بلدية تقع في مقاطعة غرناطة التابعة لمنطقة أندلسية جنوب إسبانيا.

## الديموغرافيا
بلغ عدد سكان بلدية المحاشر 427 نسمة عام 2011 (وفقاً للمعهد الوطني الإسباني للإحصاء).
| 430 | 420 | 396 | 435 | 412 | 392 | 427 |